# Rem als Jocs Olímpics d'estiu de 1976
Als Jocs Olímpics d'Estiu de 1976 celebrats a la ciutat de Mont-real (Canadà) es disputaren 14 proves de rem, 8 en categoria masculina i 6 en categoria femenina, sent la primera vegada que les dones pogueren participar en la competició. Les proves tingueren lloc entre els dies 18 i 25 de juliol de 1976 a les instal·lacions de rem de l'illa de Notre-Dame.
Hi participaren un total de 593 remers, entre ells 388 homes i 205 dones, de 31 comitès nacionals diferents.

## Resum de medalles

### Categoria masculina
| Prova                        | Or | Argent | Bronze |
| Scull individual Detalls     | Pertti Karppinen | Peter-Michael Kolbe | Joachim Dreifke |
| Doble Scull Detalls          | NoruegaFrank Hansen · Alf Hansen | Regne UnitChris Baillieu · Michael Hart | RDAHans Ulrich Schmied · Jurgen Bertov |
| Quàdruple Scull Detalls      | RDAWolfgang Guldenpfennig · Rudiger Reiche · Karl Heinz Bussert · Michael Wolfgamm                                                                                        | Unió SovièticaYevgeny Duleev · Yuri Yakimov · Aivar Lazdenieks · Vitautas Butkus                                                                             | TxecoslovàquiaJaroslav Helebrand · Zdenek Pecka · Vaclav Vochoska · Vladek Lacina                                                              |
| Dos sense timoner Detalls    | RDAJörg Landvoigt · Bernd Landvoigt | Estats UnitsCalvin Coffey · Michael Staines | RFAPeter Vanroye · Thomas Strauss |
| Dos amb timoner Detalls      | RDAHarald Jahrling · Friedrich Ulrich · Georg Spohr | Unió SovièticaDmitri Bekhterev · Yuri Shurkalov · Yuri Lorentson                                                                                             | TxecoslovàquiaOldrich Svojanovsky · Pavel Svojanovsky · Ludvik Vebr                                                                            |
| Quatre sense timoner Detalls | RDASiegfried Brietzke · Andreas Decker · Stefan Semmler · Wolfgang Mager                                                                                                  | NoruegaOle Nafstad · Arne Bergodd · Finn Tveter · Rolf Andreassen                                                                                            | Unió SovièticaRaul Arnemann · Nikolai Kuznetsov · Valeri Dolinin · Anushavan Gasan                                                             |
| Quatre amb timoner Detalls   | Unió SovièticaVladimir Eshinov · Nikolai Ivanov · Mikhail Kuznetsov · Alexandr Klepikov · Alexandr Lukianov                                                               | RDAAndreas Schulz · Rudiger Kunze · Walter Diessner · Ullrich Diessner · Johannes Thomas                                                                     | RFAJohann Faerber · Ralph Kubail · Siegfried Fricke · Peter Niehusen · Hartmut Wenzel                                                          |
| Vuit amb timoner Detalls     | RDABernd Baumgart · Gottfried Dohn · Werner Klatt · Hans Joachim Luck · Dieter Wendisch · Roland Kostulski · Ulrich Karnatz · Karl Heins Prudohl · Karl Heinz Danielovski | Regne UnitRichard Lester · John Yallop · Timothy Crooks · Hugh Matheson · David Maxwell · James Clark · Fred Smallbone · Leonard Robertson · Patrick Sweeney | Nova ZelandaIvan Sutherland · Trevor Coker · Peter Dignan · Lindsay Wilson · Athol Earl · Dave Rodger · Alex Mclean · Tony Hurt · Simon Dickie |

### Categoria femenina
| Prova                      | Or | Argent | Bronze |
| Scull individual Detalls   | Christine Scheiblich | Joan Lind | Yelena Antónova |
| Doble Scull Detalls        | BulgàriaSvetlana Otsetova · Zdravka Yordanova | RDASabine Jahn · Petra Boesler | Unió SovièticaLeonora Kaminskaite · Genovate Ramoshkene                                                                                                   |
| Quàdruple Scull Detalls    | RDAAnke Borchman · Jutta Lau · Viola Poley · Roswietha Zobelt · Liane Weigelt                                                                                | Unió SovièticaAna Kondrachina · Mira Bryunina · Larisa Alexandrova · Galina Iermolàieva · Nadezhda Chernysheva                                                             | RomaniaIoana Tudoran · Maria Micșa · Felicia Afrasiloaia · Elisabe Lazar · Elena Giurca                                                                   |
| Dos sense timoner Detalls  | BulgàriaSiyka Kelbecheva · Stoyanka Kurbatova | RDAAngelika Noack · Sabine Dahne | RFAEdith Eckbauer · Thea Einoeder |
| Quatre amb timoner Detalls | RDAKarin Metze · Bianka Schwede · Gabriele Lohs · Andrea Kurth · Sabine Hess                                                                                 | BulgàriaGinka Gyurova · Liliana Vasseva · Reni Yordanova · Mariika Modeva · Kapka Gueorguieva                                                                              | Unió SovièticaNadezhda Sevostoyanova · Lyudmila Krokhina · Galina Mishenina · Anna Pasokha · Lidiya Krylova                                               |
| Vuit amb timoner Detalls   | RDAViola Goretzki · Christiane Knetsch · Ilona Richter · Brigitte Ahrenholz · Monika Kallies · Henrietta Ebert · Helma Lehmann · Irina Muller · Marina Wilke | Unió SovièticaLiubov Talalàieva · Nadezda Roschina · Klavdiya Kozenkova · Elena Zubko · Olga Kolkova · Nelli Tarakanova · Nadezhda Rozgon · Olga Guzenko · Olga Pugovskaya | Estats UnitsJacqueline Zoch · Anita Defrantz · Carie Graves · Marion Greig · Anne Warner · Peggy McCarthy · Caroll Brown · Gail Ricketson · Lynn Silliman |

## Medaller
| Posició | País           | Or | Argent | Bronze | Total |
| 1       | RDA            | 9  | 3      | 2      | 14    |
| 2       | Bulgària       | 2  | 1      | 0      | 3     |
| 3       | Unió Soviètica | 1  | 4      | 4      | 9     |
| 4       | Noruega        | 1  | 1      | 0      | 2     |
| 5       | Finlàndia      | 1  | 0      | 0      | 1     |
| 6       | Estats Units   | 0  | 2      | 1      | 3     |
| 7       | Regne Unit     | 0  | 2      | 0      | 2     |
| 8       | RFA            | 0  | 1      | 3      | 4     |
| 9       | Txecoslovàquia | 0  | 0      | 2      | 2     |
| 10      | Nova Zelanda   | 0  | 0      | 1      | 1     |
| 10      | Romania        | 0  | 0      | 1      | 1     |